# Tricia Helfer
Tricia Janine Helfer (ur. 11 kwietnia 1978 w miejscowości Donalda) – kanadyjska modelka i aktorka. 

## Życiorys
W 1992 roku wzięła udział w konkursie dla modelek „Supermodel of the World”. Dzięki temu rozpoczęła międzynarodową karierę modelki, m.in. w Kanadzie, Francji i Stanach Zjednoczonych. Pojawiała się na wybiegach w Nowym Jorku, Paryżu i Calgary. W latach 90. pracowała dla najbardziej renomowanych projektantów i domów mody na świecie, jak Chanel, Christian Dior, Givenchy, Emanuel Ungaro, Valentino i Yves Saint Laurent. Wielokrotnie pojawiała się na okładkach międzynarodowych wydań magazynów mody: „Elle”, „Marie Claire”, „Vogue”, „Cosmopolitan”.
Od 1996 roku zaczęła próbować sił jako aktorka. Popularność zdobyła dzięki roli w remake'u serialu Battlestar Galactica, w którym wcieliła się w postać kobiety-androida, uwodzicielskiej i zwodniczej agentki, której głównym celem była infiltracja systemów obronnych Dwunastu Kolonii.
W 2010 użyczyła głosu EDI, postaci z gry Mass Effect 2.

## Wybrana filmografia
- 2009: Widokówka z więzienia (alternatywny tytuł Skrywane zbrodnie), film TV – jako Julia Carver
- 2009: Dwóch i pół – jako Gail (3 odcinki)
- 2011: Święta na Manhattanie – jako Lucy Martel[2]
- 2016–2018, 2020–2021: Lucyfer – jako Charlotte / Bogini / Shirley Monroe (serie 2-3, 5-6)